# Championnes de France de natation en bassin de 50 m du 200 m brasse
| Championnat | Lieu                                            | Athlète                                    | Naissance | Âge   | Club                                                                        | Temps                       |
| ----------- | ----------------------------------------------- | ------------------------------------------ | --------- | ----- | --------------------------------------------------------------------------- | --------------------------- |
| 1921        | Strasbourg                                      | Joséphine Oberlé (simple)                  |           |       | SR Colmar                                                                   | 3 min 54 s 6 RF             |
| 1922        | Tourcoing                                       | Alice Stoffel                              |           |       | SR Colmar                                                                   | 3 min 47 s 8                |
| 1923        | Arras                                           | Alice Stoffel                              |           |       | SR Colmar                                                                   | 3 min 44 s 2                |
| 1924        | non disputé                                     |                                            |           |       |                                                                             |                             |
| 1925        | Paris Les tourelles                             | Alice Stoffel                              |           |       | SR Colmar                                                                   | 3 min 42 s 2                |
| 1926        | Paris Les tourelles                             | Alice Stoffel                              |           |       | SR Colmar                                                                   | 3 min 37 s 2                |
| 1927        | Paris Les tourelles                             | Alice Stoffel                              |           |       | SR Colmar                                                                   | 3 min 41 s 4                |
| 1928        | Paris Les tourelles                             | Alice Stoffel                              |           |       | SR Colmar                                                                   | 3 min 39 s 0                |
| 1929        | Paris Les tourelles                             | Yvonne Jeanne                              |           |       | Mouettes de Paris                                                           | 3 min 38 s 4                |
| 1930        | Paris Les tourelles                             | Aline Manson                               |           |       | Club des Nageurs de Paris                                                   | 3 min 36 s 2                |
| 1931        | Paris Les tourelles                             | Aline Manson                               |           |       | Club des Nageurs de Paris                                                   | 3 min 33 s 2                |
| 1932        | Marseille Chevalier Roze Sport (25 m)           | Marguerite Gueth (simple)                  |           |       | SR Colmar                                                                   | 3 min 24 s 8 RF             |
| 1933        | Paris Les tourelles                             | Marguerite Gueth (simple)                  |           |       | SR Colmar                                                                   | 3 min 30 s 4                |
| 1934        | Paris Les tourelles                             | Marguerite Gueth (simple)                  |           |       | SR Colmar                                                                   | 3 min 25 s 2                |
| 1935        | Bordeaux                                        | Gisèle Colette                             |           |       | Club des Nageurs de Paris                                                   | 3 min 32 s 8                |
| 1936        | Paris Les tourelles                             | Françoise Letellier                        |           |       | Mouettes de Paris                                                           | 3 min 27 s 0                |
| 1937        | Paris Les tourelles                             | Françoise Letellier                        |           |       | Racing Club de France                                                       | 3 min 28 s 6                |
| 1938        | Paris Les tourelles                             | Françoise Letellier                        |           |       | Stade français                                                              | 3 min 20 s 3                |
| 1939        | Paris Les tourelles                             | Simone Gardet                              |           |       | Club des Nageurs de Paris                                                   | 3 min 14 s 2                |
| 1940        | non disputé                                     |                                            |           |       |                                                                             |                             |
| 1941        | Toulouse                                        | Simone Gardet                              |           |       | Club des Nageurs de Paris                                                   | 3 min 16 s 1                |
| 1942        | Villeurbanne                                    | Simone Gardet                              |           |       | Club des Nageurs de Paris                                                   | 3 min 15 s 8                |
| 1943        | Toulouse Paris Les tourelles                    | Simone Gardet                              |           |       | Paris Université Club                                                       | 3 min 22 s 4                |
| 1944        | Paris Les tourelles Tourcoing Toulouse Bordeaux | Odette Casteur                             |           |       | Enfants de Neptune de Tourcoing                                             | 3 min 21 s 8                |
| 1945        | Paris Les tourelles                             | Odette Casteur                             |           |       | Enfants de Neptune de Tourcoing                                             | 3 min 23 s 6                |
| 1946        | Paris Les tourelles                             | Hélène Louvel                              |           |       | USA Havre                                                                   | 3 min 21 s 3                |
| 1947        | Paris Les tourelles                             | Jacqueline Bertrand                        |           |       | Racing Club de France                                                       | 3 min 16 s 8                |
| 1948        | Paris Les tourelles                             | Jacqueline Bertrand                        |           |       | Racing Club de France                                                       | 3 min 08 s 5                |
| 1949        | Paris Les tourelles                             | Odette Casteur                             |           |       | Stade français                                                              | 3 min 10 s 5                |
| 1950        | Paris Les tourelles                             | Odette Casteur                             |           |       | Stade français                                                              | 3 min 07 s 3                |
| 1951        | Bordeaux                                        | Odette Lusien-Casteur                      |           |       | Stade français                                                              | 3 min 08 s 0                |
| 1952        | Paris Les tourelles                             | Odette Lusien-Casteur                      |           |       | Stade français                                                              | 3 min 09 s 6                |
| 1953        | Dijon                                           | Odette Lusien-Casteur                      |           |       | Stade français                                                              | 3 min 09 s 4                |
| 1954        | Paris Les tourelles                             | Odette Lusien-Casteur                      |           |       | Stade français                                                              | 3 min 09 s 2                |
| 1955        | Bellerive-sur-Allier                            | Colette Hirt                               |           |       | SN Strasbourg                                                               | 3 min 05 s 8                |
| 1956        | Paris Georges-Vallerey                          | Françoise Derommelaere                     |           |       | Enfants de Neptune de Tourcoing                                             | 3 min 04 s 2                |
| 1957        | Paris Georges-Vallerey                          | Françoise Derommelaere                     |           |       | Enfants de Neptune de Tourcoing                                             | 3 min 04 s 0                |
| 1958        | Paris Georges-Vallerey                          | Eliane Deguffroy                           |           |       | Enfants de Neptune de Tourcoing                                             | 3 min 04 s 7                |
| 1959        | Alger                                           | Nicole Varvenne                            |           |       | Mouettes Valenciennes                                                       | 2 min 58 s 5 RF             |
| 1960        | Paris Georges-Vallerey                          | Amélie Mirkowitch                          |           |       | TC Micheville                                                               | 2 min 56 s 5                |
| 1961 hiver  | Paris Piscine de Pontoise (33,33m)              | Jannick Moutier                            |           |       | CN Roubaix                                                                  | 2 min 59 s 5                |
| 1961 été    | Paris Georges-Vallerey                          | Amélie Mirkowitch                          |           |       | TC Micheville                                                               | 2 min 58 s 9                |
| 1962 hiver  | Nancy                                           | Michèle Pialat                             |           |       | Racing Club de France                                                       | 3 min 01 s 1                |
| 1962 été    | Paris Georges-Vallerey                          | Michèle Pialat                             |           |       | Racing Club de France                                                       | 2 min 57 s 3                |
| 1963 hiver  | Marseille Piscine Vallier (25 m)                | non disputé                                |           |       |                                                                             |                             |
| 1963 été    | Paris Georges-Vallerey                          | Nicole Varvenne                            |           |       | Mouettes Valenciennes                                                       | 2 min 56 s 2                |
| 1964 hiver  | Marseille Piscine Vallier (25 m)                | non disputé                                |           |       |                                                                             |                             |
| 1964 été    | Paris Georges-Vallerey                          | Nicole Varvenne                            |           |       | Mouettes Valenciennes                                                       | 2 min 58 s 7                |
| 1965 hiver  | Marseille Piscine Vallier (25 m)                | non disputé                                |           |       |                                                                             |                             |
| 1965 été    | Paris Georges-Vallerey                          | Josiane Guerder                            |           |       | Stade français                                                              | 2 min 57 s 3                |
| 1966 hiver  | Le Mans (25 m)                                  | Nathalie Macaire                           |           |       | Cercle des nageurs de Marseille                                             | 2 min 59 s 5                |
| 1966 été    | Paris Georges-Vallerey                          | Nathalie Macaire                           |           |       | Cercle des nageurs de Marseille                                             | 2 min 56 s 3                |
| 1967 hiver  | Caen (25 m)                                     | Nathalie Macaire                           |           |       | Cercle des nageurs de Marseille                                             | 2 min 59 s 0                |
| 1967 été    | Paris Georges-Vallerey                          | Nathalie Macaire                           |           |       | Cercle des nageurs de Marseille                                             | 2 min 59 s 0                |
| 1968 hiver  | Montreuil                                       | Amélie Gastaldello-Mirkowitch              |           |       | USB Longwy                                                                  | 3 min 00 s 3                |
| 1968 été    | Paris Georges-Vallerey                          | Amélie Gastaldello-Mirkowitch              |           |       | USB Longwy                                                                  | 2 min 55 s 8                |
| 1969 hiver  | Toulouse                                        | Amélie Gastaldello-Mirkowitch              |           |       | USB Longwy                                                                  | 2 min 58 s 0                |
| 1969 été    | Paris Georges-Vallerey                          | Nathalie Macaire                           |           |       | Cercle des nageurs de Marseille                                             | 2 min 56 s 1                |
| 1970 hiver  | Aix-en-Provence                                 | Dominique Huin                             |           |       | Girondins de Bordeaux                                                       | 2 min 57 s 8                |
| 1970 été    | Paris Georges-Vallerey                          | Dominique Huin                             |           |       | Girondins de Bordeaux                                                       | 2 min 54 s 4                |
| 1971 hiver  | Montreuil                                       | Dominique Huin                             |           |       | Girondins de Bordeaux                                                       | 2 min 57 s 0                |
| 1971 été    | Paris Georges-Vallerey                          | Dominique Huin                             |           |       | Girondins de Bordeaux                                                       | 2 min 53 s 4 RF=            |
| 1972 hiver  | Rouen (25 m)                                    | Dominique Huin                             |           |       | Girondins de Bordeaux                                                       | 2 min 48 s 5                |
| 1972 été    | Vittel                                          | Geneviève Trinquart                        |           |       | ind. Marseille                                                              | 2 min 54 s 6                |
| 1973 hiver  | Paris Georges-Hermant                           | Guylaine Blanchard                         |           |       | ASPTT Paris                                                                 | 2 min 54 s 15               |
| 1973 été    | Vittel                                          | Vivianne Leclerc                           |           |       | S Chatou                                                                    | 2 min 50 s 49 RF            |
| 1974 hiver  | Bordeaux                                        | Vivianne Leclerc                           |           |       | S Chatou                                                                    | 2 min 52 s 10               |
| 1974 été    | Paris Georges-Vallerey                          | Muriel Schmitt                             |           |       | SR Colmar                                                                   | 2 min 49 s 31 RF            |
| 1975 hiver  | Troyes                                          | Annick de Susini                           |           |       | Lyon Natation                                                               | 2 min 49 s 50               |
| 1975 été    | Paris Georges-Vallerey                          | Muriel Schmitt                             |           |       | SR Colmar                                                                   | 2 min 47 s 30 RF            |
| 1976 hiver  | Tarbes                                          | Annick de Susini                           |           |       | Lyon Natation                                                               | 2 min 44 s 19 RF            |
| 1976 été    | Paris Georges-Vallerey                          | Marianne Zeppa                             |           |       | D Valenciennes                                                              | 2 min 44 s 96               |
| 1977 hiver  | Rennes                                          | Marianne Zeppa                             |           |       | D Valenciennes                                                              | 2 min 43 s 93               |
| 1977 été    | Paris Georges-Vallerey                          | Catherine Marcassin                        |           |       | ASPTT Paris                                                                 | 2 min 43 s 17               |
| 1978 hiver  | Lille                                           | Annick de Susini                           |           |       | Lyon Natation                                                               | 2 min 37 s 17 RF            |
| 1978 été    | Laval                                           | Annick de Susini                           |           |       | Lyon Natation                                                               | 2 min 36 s 84 RF            |
| 1979 hiver  | Nanterre                                        | Annick de Susini                           |           |       | Lyon Natation                                                               | 2 min 39 s 36               |
| 1979 été    | Mulhouse                                        | Annick de Susini                           |           |       | Lyon Natation                                                               | 2 min 39 s 43               |
| 1980 hiver  | Bordeaux                                        | Odile Bihan                                |           |       | Cercle des Nageurs de Brest                                                 | 2 min 40 s 25               |
| 1980 été    | Brive-la-Gaillarde                              | Catherine Poirot                           |           |       | Club des Nageurs de Paris                                                   | 2 min 39 s 80               |
| 1981 hiver  | La Rochelle                                     | Odile Bihan                                |           |       | Cercle des Nageurs de Brest                                                 | 2 min 40 s 82               |
| 1981 été    | Dunkerque                                       | Odile Bihan                                |           |       | Cercle des Nageurs de Brest                                                 | 2 min 39 s 52               |
| 1982 hiver  | Toulouse                                        | Nathalie Echinard                          |           |       | ES Massy                                                                    | 2 min 39 s 64               |
| 1982 été    | Megève                                          | Christine Redon                            |           |       | Chamalières Montferrand                                                     | 2 min 43 s 92               |
| 1983 hiver  | Tours                                           | Marie-José Vetter                          |           |       | CO Wasselonne                                                               | 2 min 41 s 04               |
| 1983 été    | Bordeaux                                        | Christine Redon                            |           |       | Chamalières Montferrand                                                     | 2 min 43 s 14               |
| 1984 hiver  | Strasbourg                                      | Pascaline Louvrier                         |           |       | SN Charleville-Mézière                                                      | 2 min 40 s 36               |
| 1984 été    | Paris Georges-Vallerey                          | Pascaline Louvrier                         |           |       | SN Charleville-Mézière                                                      | 2 min 37 s 86               |
| 1985 hiver  | Aix-en-Provence                                 | Pascaline Louvrier                         |           |       | SN Charleville-Mézière                                                      | 2 min 35 s 41 RF            |
| 1985 été    | Dunkerque                                       | Marie-José Vetter                          |           |       | CO Wasselonne                                                               | 2 min 44 s 20               |
| 1986 hiver  | Rennes                                          | Pascaline Louvrier                         |           |       | SN Charleville-Mézière                                                      | 2 min 35 s 19               |
| 1986 été    | Millau                                          | Pascaline Louvrier                         |           |       | SN Charleville-Mézière                                                      | 2 min 36 s 59               |
| 1987 hiver  | Mulhouse                                        | Pascaline Louvrier                         |           |       | SN Charleville-Mézière                                                      | 2 min 38 s 16               |
| 1987 été    | Strasbourg                                      | Pascaline Louvrier                         |           |       | SN Charleville-Mézière                                                      | 2 min 33 s 53               |
| 1988 hiver  | Vittel                                          | Pascaline Louvrier                         |           |       | D Charleville-Mézière                                                       | 2 min 34 s 50               |
| 1988 été    | Dunkerque                                       | Virginie Bojaryn                           |           |       | D Charleville-Mézière                                                       | 2 min 36 s 17               |
| 1989 hiver  | Forbach                                         | Pascaline Louvrier                         |           |       | SN Charleville-Mézière                                                      | 2 min 36 s 12               |
| 1989 été    | Paris Georges-Vallerey                          | Virginie Bojaryn                           |           |       | D Charleville-Mézière                                                       | 2 min 34 s 94               |
| 1990 hiver  | La Rochelle                                     | Virginie Bojaryn                           |           |       | D Charleville-Mézière                                                       | 2 min 34 s 36               |
| 1990 été    | Narbonne                                        | Audrey Guérit                              |           |       | Cercle des nageurs de Marseille                                             | 2 min 33 s 33               |
| 1991 hiver  | Saint-Étienne                                   | Virginie Bojaryn                           |           |       | D Charleville-Mézière                                                       | 2 min 36 s 72               |
| 1991 été    | Millau                                          | Audrey Guérit                              |           |       | Cercle des nageurs de Marseille                                             | 2 min 32 s 85               |
| 1992 hiver  | Dunkerque                                       | Audrey Guérit                              |           |       | Cercle des nageurs de Marseille                                             | 2 min 31 s 16               |
| 1992 été    | Mennecy                                         | Karine Brémond                             |           |       | Istres SN                                                                   | 2 min 32 s 71               |
| 1993 hiver  | Mennecy                                         | Audrey Guérit                              |           |       | Cercle des nageurs de Marseille                                             | 2 min 34 s 23               |
| 1993 été    | Paris Georges-Vallerey                          | Vivianne Chuiton                           |           |       | Cercle des Nageurs de Brest                                                 | 2 min 36 s 37               |
| 1994 hiver  | Lille                                           | Audrey Guérit                              |           |       | Cercle des nageurs de Marseille                                             | 2 min 34 s 41               |
| 1994 été    | Aix-les-Bains                                   | Karine Brémond                             |           |       | Istres SN                                                                   | 2 min 34 s 32               |
| 1995 hiver  | Mennecy                                         | Karine Brémond                             |           |       | Istres SN                                                                   | 2 min 34 s 87               |
| 1995 été    | Canet-en-Roussillon                             | Audrey Guérit                              |           |       | Cercle des nageurs de Marseille                                             | 2 min 34 s 91               |
| 1996 hiver  | Dunkerque                                       | Karine Brémond                             |           |       | Istres SN                                                                   | 2 min 35 s 56               |
| 1996 été    | Montpellier                                     | Karine Brémond                             |           |       | Istres SN                                                                   | 2 min 35 s 12               |
| 1997        | Mennecy                                         | Karine Brémond                             |           |       | Istres SN                                                                   | 2 min 35 s 26               |
| 1998        | Amiens                                          | Karine Brémond                             |           |       | Istres SN                                                                   | 2 min 33 s 37               |
| 1999        | Dunkerque                                       | Karine Brémond                             |           |       | Istres SN                                                                   | 2 min 32 s 17               |
| 2000        | Rennes                                          | Karine Brémond                             |           |       | Istres SN                                                                   | 2 min 30 s 68               |
| 2001        | Chamalières                                     | Beatrice Caslaru Delphine Leprest          | 1975 1978 | 26 23 | Cercle des Nageurs de Chalon-sur-Saône Cercle des Nageurs de Melun-Dammarie | 2 min 26 s 38 2 min 34 s 33 |
| 2002        | Chalon-sur-Saône                                | Beatrice Caslaru Anne Amardeilh            | 1975 1982 | 27 20 | Cercle des Nageurs de Chalon-sur-Saône Cercle des Nageurs de Brest          | 2 min 31 s 60 2 min 32 s 71 |
| 2003        | Saint-Étienne                                   | Beatrice Caslaru Anne-Sophie Le Paranthoën | 1975 1977 | 28 26 | Cercle des Nageurs de Chalon-sur-Saône CS Clichy 92                         | 2 min 30 s 28 2 min 33 s 94 |
| 2004        | Dunkerque                                       | Kirsty Balfour Marjorie Distel             | 1984 1977 | 20 27 | Royaume-Uni Cercle des Nageurs de Melun-Dammarie                            | 2 min 29 s 68 2 min 34 s 00 |
| 2005        | Nancy                                           | Anne-Sophie Le Paranthoën                  | 1977      | 28    | CS Clichy 92                                                                | 2 min 32 s 17               |
| 2006        | Tours                                           | Kirsty Balfour Sophie de Ronchi            | 1984 1985 | 22 21 | CS Clichy 92 ES Massy Natation                                              | 2 min 29 s 43 2 min 31 s 39 |
| 2007        | Saint-Raphaël                                   | Coralie Dobral                             | 1987      | 20    | Canet 66 natation                                                           | 2 min 28 s 90               |
| 2008        | Dunkerque                                       | Sophie de Ronchi                           | 1985      | 23    | ES Massy Natation                                                           | 2 min 28 s 20               |
| 2009        | Montpellier                                     | Sophie de Ronchi                           | 1985      | 23    | ES Massy Natation                                                           | 2 min 25 s 19 RF            |
| 2010        | Saint-Raphaël                                   | Alena Alekseeva Fanny Babou                | 1989      | 21 21 | CS Meaux Natation CNS St-Estève                                             | 2 min 28 s 38 2 min 29 s 54 |